# チャイカ
チャイカ（キリル文字表記: чайка チャーイカ、ラテン文字転写の例: chaika, čajka）は、ロシア語の女性名詞で、「カモメ」のこと。チャイカは一般に広く愛されており、様々なものの名称や愛称に使用されている。また、チャイカ（Чайка）は、ウクライナ系の姓でもある。地名としても旧ソビエト連邦諸国の各地に見られる。
一方、ポーランド語ではチャイカ（czajka チャイカ、チャーイカ）は「カモメ」ではなく「タゲリ」のことを指す。ポーランド語で「カモメ」を意味する語はドイツ語系の「メヴァ」（mewa メヴァ、メーヴァ）である。また、ウクライナ語では「カモメ」を指すことの方が一般的であるが、「タゲリ」を指すこともある。どちらもチドリ目の鳥であるが、なぜ混同が生じたのかについては明白ではない。

## 概要

### チェーホフのかもめ
「チャイカ」（かもめ）といって思い当たるものの筆頭に上げられるのは、まずロシアの作家アントン・チェーホフの戯曲『かもめ』であろう。これは湖畔のとある田舎の物語で、文学や舞台における「新しい形式」を求める青年の挫折、彼の恋する相手や大女優である母親との軋轢、都会からやってきた流行作家やこの田舎のほかの住人らの生活・人生を描く。初演は、役者や観客の不理解から一時チェーホフに「もう二度と戯曲は書くまい」と決心させたほどの失敗に終わったが、モスクワ芸術座での2度目の公演は大成功を収め、チェーホフにのちに「4大戯曲」と呼ばれることになる『ワーニャ伯父さん』、『三人姉妹』、『桜の園』を書かせることとなった。また、モスクワ芸術座は「かもめ」のエンブレムを劇団のシンボルに採用している。
『かもめ』には「4幕の喜劇」という副題が付けられているが、内容は一般に「コメディー」から想像されるもの若干異とはなる。一見「悲劇」と名付けられそうなこの戯曲に敢えて「喜劇」と銘打ったことから、チェーホフがそのような本人たちにとってはとても喜劇的とはいえない人生を、客観視してひとつの「喜劇」として描いたと評される。
なお、『かもめ』の初期の日本語訳では「海の鴎」（注:原文正字）という訳語が使用されているが、чайка には英語の seagull のように「海」という意味が特に含まれているわけではないので、敢えて「海の」と形容する必要はない。また、一見「陸の鴎」のように思われる里山にいるカモメも、季節によって海から川沿いに移動しているだけであったりするので、「海の鴎」という訳語はあまり意味がない。また、戯曲の舞台はあくまで「湖の畔」であるので、そこに飛び交うカモメが「海の鴎」であるというのは描写的におかしく、また実物のカモメとシンボルとしての「かもめ」を「鴎」、「海の鴎」と訳し分けてしまっているとすれば、それはナンセンスである。現代では、一部の例外を除いてたんに「かもめ」と訳されている。

### 宇宙のかもめ
ソ連の女性宇宙飛行士ワレンチナ・テレシコワは、1963年に宇宙船ヴォストーク6号で女性初の宇宙飛行を果たした際、「チャイカ」のコールサインを使用した。無線交信で彼女の言った「ヤー・チャイカ」という言葉は、「私はかもめ」というチェーホフの台詞に直訳され、ロマンチックなイメージで有名になった。実際には、たんに「こちら«チャイカ»、どうぞ」というような実務上の呼びかけであるが、宇宙船のコールサインにこの単語を用いるということからはロシア人のこの単語に対する感性が窺われる。